# Rozpoznanie elektromagnetyczne

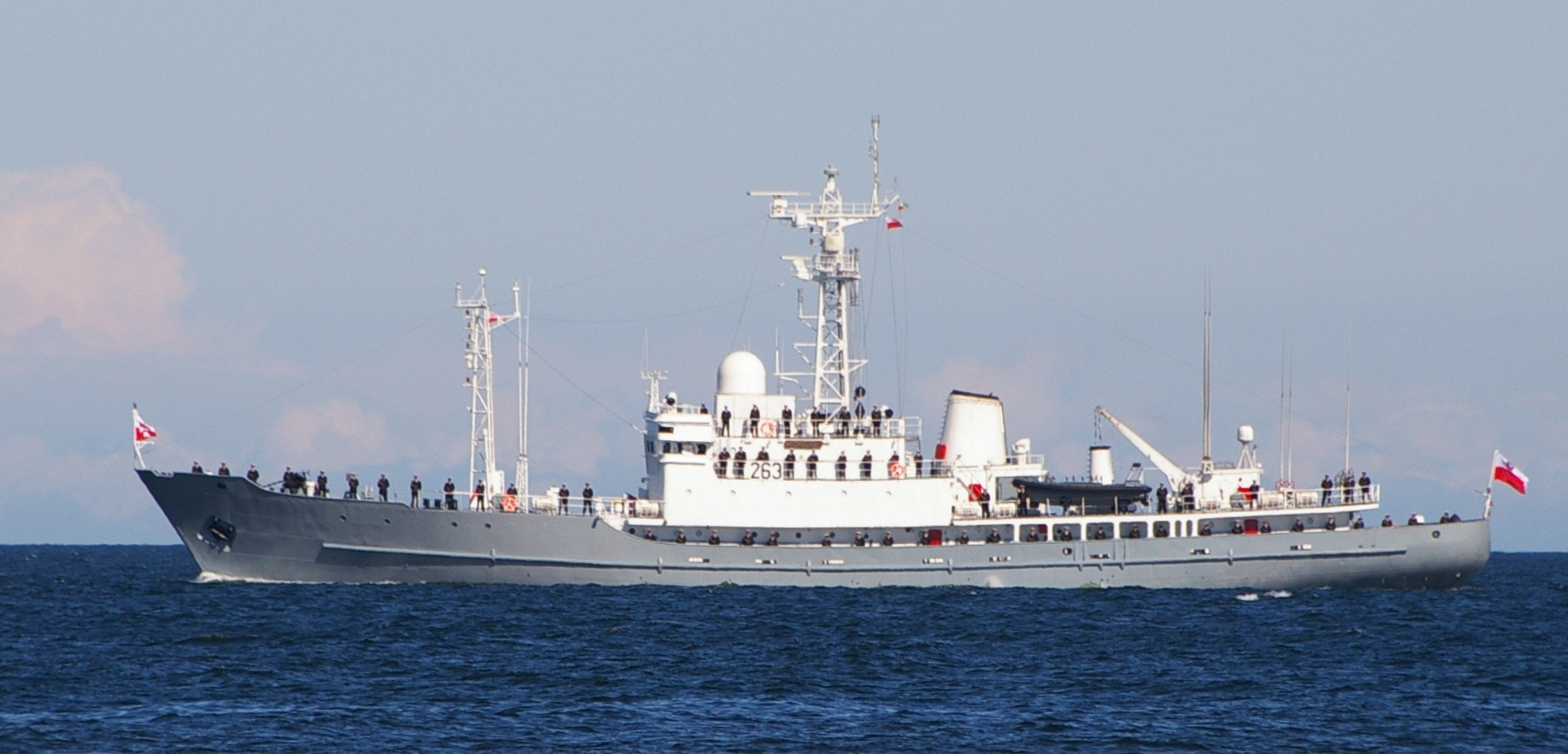
ORP Hydrograf, polski okręt rozpoznawczy

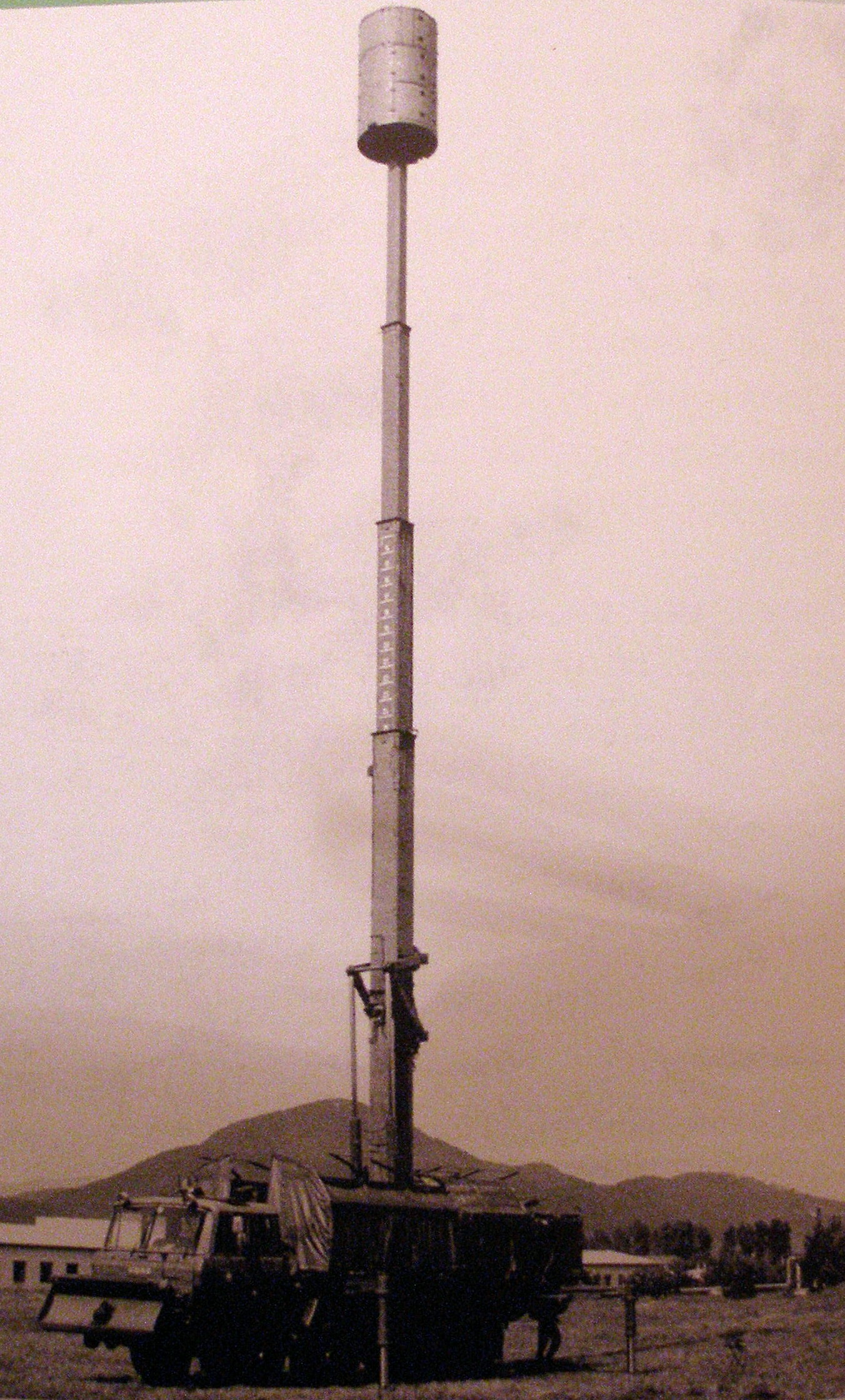
System SIGINT na platformie samobieżnej

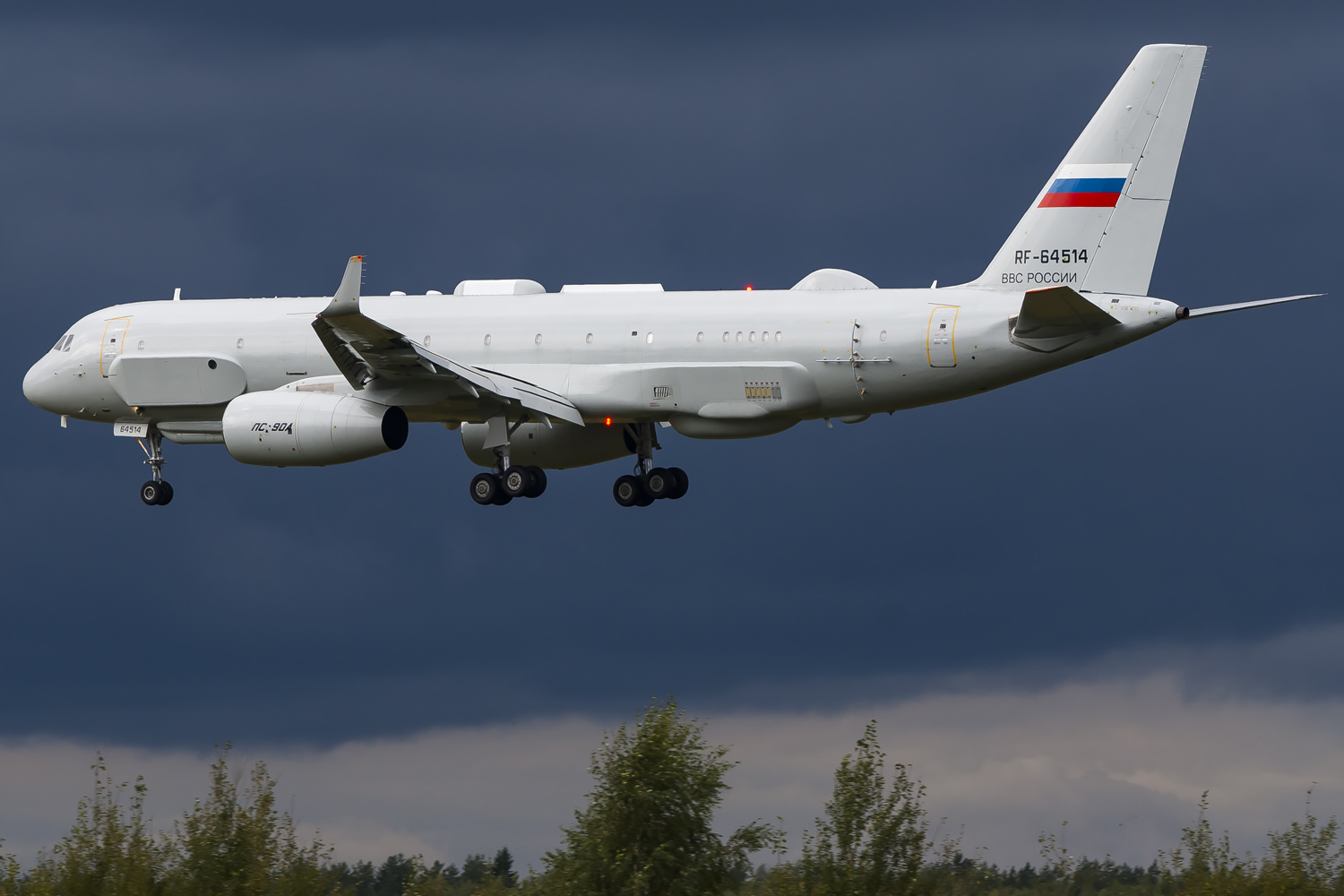
Samolot rozpoznawczy РЭР FR, Tu-214R

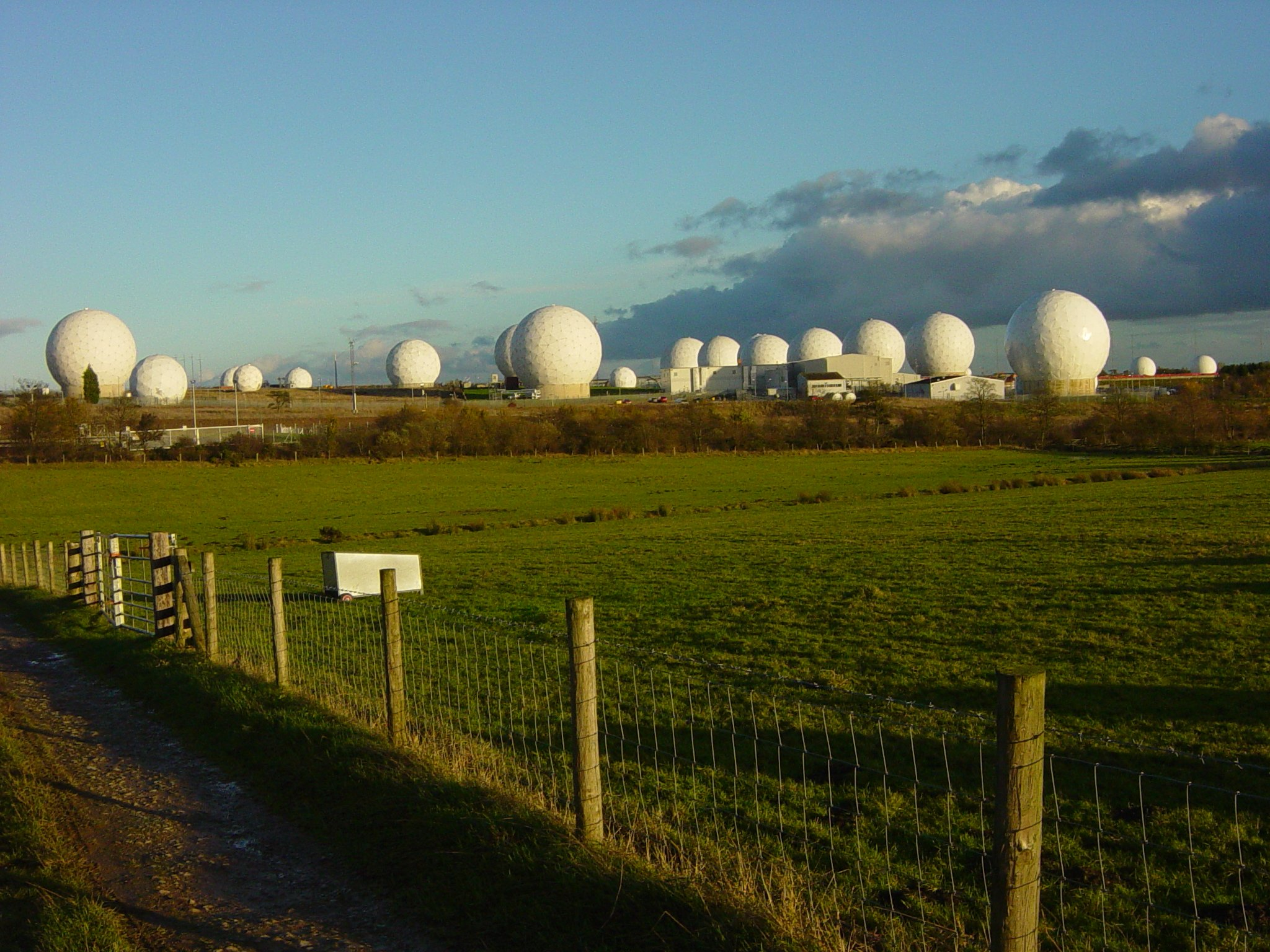
RAF Menwith Hill, instalacja SIGINT w Wielkiej Brytanii, część systemu Echelon oraz element Sojuszu Pięciorga Oczu

Rozpoznanie elektromagnetyczne (wywiad elektromagnetyczny, ang. signals intelligence – SIGINT) – rodzaj działalności wywiadowczej (rozpoznawczej) prowadzonej w środowisku promieniowania elektromagnetycznego, między innymi w telekomunikacji, teleinformatyce. Inaczej zwany wywiadem (rozpoznaniem) elektromagnetycznym, elektronicznym, radioelektronicznym, radiowym itp. Nazwa SIGINT jest używana gł. przez NATO, gł. Rosja używa skrótowca РЭР (радиоэлектронная разведка).
Zasadniczo w działaniach SIGINT rozróżnia się dwa główne działy:
- COMINT (z ang. Communication Intelligence) – wykrywanie, analiza, przechwyt, namierzanie źródeł telekomunikacji
- ELINT (z ang. Electronic Intelligence) – wykrywanie, analiza, przechwyt, namierzanie źródeł sygnałów nieużywanych w telekomunikacji, rozpoznanie fal radiowych używanych np. w radarach.

Określenie SIGINT (rozpoznanie radioelektroniczne) stosuje się do opisu działań sił zbrojnych, jak i służb specjalnych. W Polsce, rozpoznanie fal elektromagnetycznych wewnątrz kraju jest nazwane w kompetencjach SKW kontrwywiadem radiowym. To jest związane z rozpoznaniem systemów oraz środków łączności i wywiadu radiowego obcych wywiadów i wojsk obejmujących Polskę.

## Instytucje Rzeczypospolitej Polskiej prowadzące wywiad elektroniczny
- Agencja Wywiadu
- Agencja Bezpieczeństwa Wewnętrznego
- Służba Wywiadu Wojskowego
- Służba Kontrwywiadu Wojskowego
- Narodowe Centrum Bezpieczeństwa Cyberprzestrzeni
- Centrum Rozpoznania i Wsparcia Walki Radioelektronicznej
- 2 Ośrodek Radioelektroniczny
- 6 Ośrodek Radioelektroniczny
- Grupa Okrętów Rozpoznawczych 3 Flotylli Okrętów
- Siły Powietrzne – F-16 wyposażone w lotnicze zasobniki rozpoznania elmag.
- Jednostka Wojskowa Nil